# Cyphia incisa
Cyphia incisa är en klockväxtart som först beskrevs av Carl Peter Thunberg, och fick sitt nu gällande namn av Carl Ludwig von Willdenow. Cyphia incisa ingår i släktet Cyphia, och familjen klockväxter. Inga underarter finns listade i Catalogue of Life.